# 頭山滿
頭山滿（1855年5月27日—1944年10月5日）是日本在20世紀初右翼政治領袖、軍商，極端國家主義祕密團體黑龍會創辦人；日本人認為他是慈善家，被日本侵略國則或有多種看法。頭山與孫中山、金玉均等东亚的有志改革者頗為友好，支持革命黨建立中華民國。

## 早年

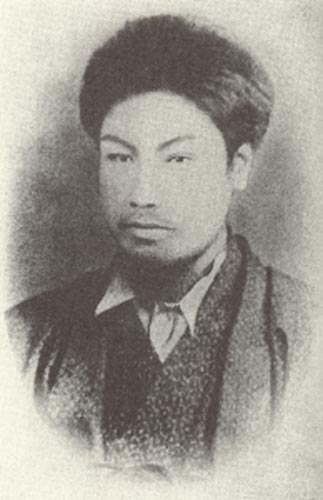
25歳的頭山，摄于1880年

頭山出生於九州福岡市一貧窮武士家庭，年輕時，他曾因參與士族叛乱而入狱。
1881年，他成為「玄洋社」發起人之一（社長是平岡浩太郎）。

## 隱密與日本政府合作

### 天佑俠時期
1890年代中日甲午戰爭前夕，頭山滿組織“天佑侠”，先行佈置於朝鮮輔助「日本帝國皇軍」侵韓：他們繪製朝鮮詳細地圖，把「韓軍」與「清軍」位置圖與軍事設備標繪，並為日軍安排後勤，並由「黑龍會」於朝鮮與滿洲罩護天佑侠所作所為，天佑侠還為日本皇軍提供翻譯與朝鮮境內嚮導協助侵韓作戰。

### 教唆行刺李鴻章
簽署《馬關條約》前，李鴻章謀交德、俄、法三國，干涉還遼，迫日本政府歸還遼東半島，導致頭山滿大表不滿。日本人小山六之介持手槍刺殺李鴻章，亦盛傳是頭山滿唆使所為。

### 東北反俄
頭山滿是甲午戰爭以後日軍控制滿洲的靈魂人物；並且在1903年日俄戰爭前夕資助对俄同志会招募日本浪人、滿洲馬贼組織游擊隊，先行攻擊俄軍，予以軍事挑釁。
最终目標以驱逐在滿洲俄國人，建立中國人反俄情緒為目標，最終由日本間接性接管滿洲。企圖控制蒙古以及滿洲。

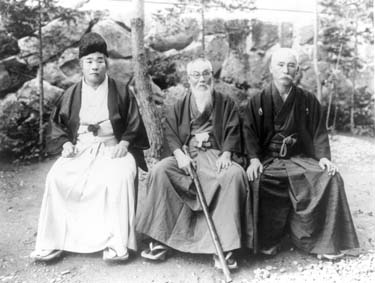
靈學家出口王仁三郎、頭山滿（中）和內田良平（右）

### 伊藤博文遇害
- 日本首相伊藤博文原與頭山滿為政壇上相同派閥；伊藤博文政敵大隈重信即曾被頭山滿暗殺失敗，但仍因右腳必須截肢而被迫辭去外務大臣之職。
- 1908年10月，日本首相伊藤博文於滿洲哈爾濱站為韓國人安重根槍殺於車站；識者皆知為伊藤博文意圖滿洲利益，招惹頭山滿遂遭不測[來源請求]。

## 孫中山與頭山滿

### 成立同盟會
頭山滿實質支持中國革命黨推翻滿清，並予孫中山大量資助革命運動；1911年中國青幫、洪門哥老聚集武昌起義前，頭山滿也親自潛入中國指揮黑龍會相機行事；革命成功後他繼續支持孫中山中華民國新政權，起了穩定新政府龐大功用。
1910年代起，他先是辭去在日本政府裡所有公職，接著也為黑龍會組訓接班人後退出黑龍會，不再過問江湖世事；開始靈修並著作，並繼續原先即有的慈善救濟工作；即便如此，他只是自檯面上隱身幕後，在日本政壇上影響力、甚至權力絲毫未減，續發揮作用。 

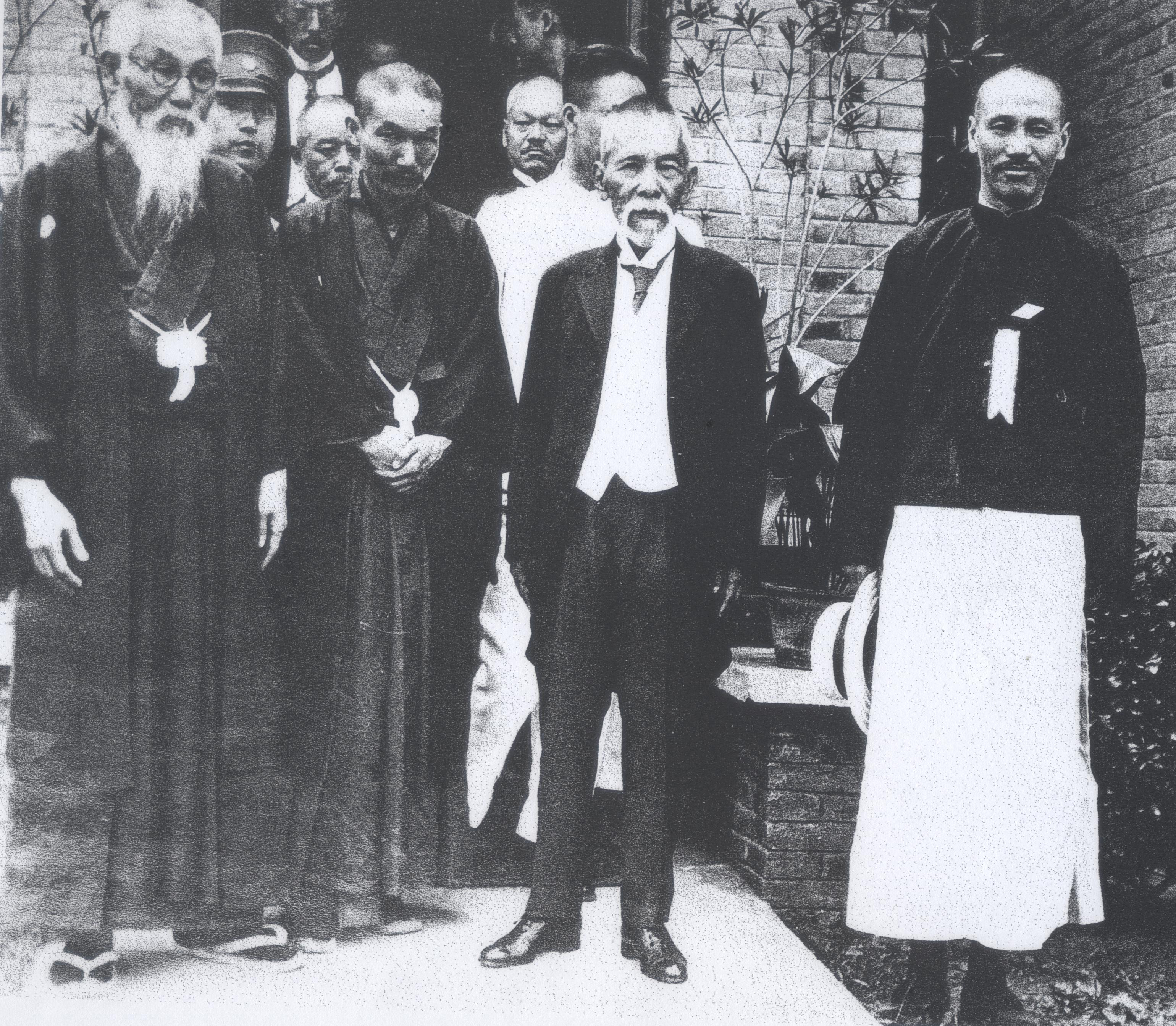
頭山（左）與犬養毅（中央）拜訪蒋介石（右） 1929年；請注意他們站在中位硬地上，蒋介石站在側邊泥濘裡；蔣介石的北伐軍需他們支持，卻也埋下日本後起「軍部」與頭山滿「軍商」衝突源

## 遺產
雖然頭山滿一輩子看來像是個平凡不過的人，可是自他知名的綽號「幕府將軍」、「間諜頭子」、「老闆裡的老闆」不難窺知他生平之一、二，因為他龐大隱密的日本國家主義影響力，及一統「日本黑幫」共同尊重之「共主」；他撰寫了數部明治維新日本武士著作勉勵教育日本社會極具影響力，特別是「三舟傳記」 （名字有「舟」：勝海舟、高橋尼舟及山岡鉄舟）；除此法西斯權力掘取掌控以外，晚年他與靈學家出口王仁三郎學靈修也令人津津樂道。他的歷史定位與一生評價，到今天仍然是位領袖、複雜、具爭議性的人物。
極為討厭乘人之危謀奪他國領土的行徑，對日韓合併、九一八事件、七七事變等事件都抱持極為負面的態度。1935年滿州國皇帝溥儀訪日，日本政府本來請頭山擔任接待要員，但對滿州國成立不抱好感的頭山以「無此心情」的理由拒絕了。
生前常對旁人提及「我的一生就像是大風吹過，什麼都沒有留下」。1944年，頭山滿在他靜岡縣御殿場市避暑別墅逝世。